# 鍋島直茂

鍋島家的家紋

鍋島直茂（1538年4月12日—1618年7月24日）是日本戰國時代、安土桃山時代的武將，龍造寺氏的家臣。鍋島清房的次男，幼名彥法師，別名鍋島信生。在晚年更取代龍造寺氏，被豐臣秀吉允許成為大名。育有兩子四女，包括勝茂及忠茂。

## 經歷

### 幼年
1538年（天文7年）於佐嘉郡本庄村出生。1541年奉父親的主君龍造寺家兼之命，成為九州千葉氏千葉胤連的養子。1545年少貳氏殺害了龍造寺家定，家兼逃亡，養子的關係因取消。家兼過世後，龍造寺氏由隆信繼承，隆信將母親慶誾尼嫁與其父清房作繼室，直茂成為了隆信的義弟。出色的才能得到了隆信的信任，隆信對直茂的依賴愈來愈深。

### 龍造寺家臣
1570年大友氏派大軍包圍龍造寺城寺，當時直茂提議向敵軍夜襲，直茂親自指揮部隊，最後使大友軍大亂，大友親貞陣亡（今山之戰）。此戰後直茂重要性大增，更將家紋改用大友氏的銀杏。
天正3年（1575年）將少貳氏殘黨全部消滅，天正6年（1578年）降服肥前南部的有馬氏及大村氏，功績卓著。隆信隠居後，將家督讓給嫡男龍造寺政家，直茂擔任政家的後見役。
天正9年（1581年）將與島津氏通謀的筑後柳川城主蒲池鎮漣誅戮，並受隆信之命令督戰田尻鑑種進行柳川城攻略，於蒲池氏（下蒲池）滅亡後進入柳川城。之後管理筑後國的政務工作。雖然龍造寺仰賴直茂的能力，但驕奢的隆信因直茂屢次諫言而漸漸疏遠。
1584年龍造寺隆信在沖田畷之戰陣亡後，直茂原本要自戕，但受到家臣阻止而拋下隆信遺骸逃回肥前國佐賀，繼續輔佐政家試圖挽回頹勢。島津方有意將隆信屍首還回意圖講和，但遭到直茂強烈反對。雖曾一度屈服於島津氏之下，不過豐臣秀吉準備討伐九州的島津氏，使直茂轉為支持秀吉。

### 織豐時代及以後
立花宗茂在立花山城被島津家包圍，直茂促請豐臣秀吉儘快進行九州征伐，當知道秀吉軍接近九州後，直茂派精兵救出被囚禁在肥後南關的立花宗茂的母親及妹妹，龍造寺氏及立花氏更擔任島津攻略的先鋒，終於迫使島津氏屈服。
織豐時代以後，鍋島氏勢力開始抬頭，代替政家執行政務，因而獲得實權。秀吉分別於天正16年及天正17年賜姓「豐臣」予政家及直茂的嫡長子勝茂。出兵朝鮮也是由他負責，龍造寺的實權由他掌握，並刻有印章象徵權力的行使。1600年關原之戰，長男勝茂支持西軍，戰敗後回到九州，與父親出兵攻打西軍的立花宗茂的柳川城及小早川秀包的久留米城，藉由對家康恭順使鍋島家可以保持領地安堵。戰後獲封肥前國佐賀35萬7000石領地。
政家隠居後，其子龍造寺高房積極與幕府交涉試圖恢復佐賀藩龍造寺氏的實權。但幕府方面傾向於直茂、勝茂父子繼承龍造寺氏的實權，隆信的弟弟龍造寺信周及龍造寺長信都支持這樣的權力繼承方式。慶長12年（1607年）3月3日，高房基於對直茂的恨意與不滿，將妻子（直茂的養女，鍋島茂里的長女）殺死，並意圖自殺，但自殺未遂。直茂於同年7月26日向政家遞交抗議高房此種行為的責難書狀。由於直茂是關白殿下（秀吉）及大御所（家康）任命執掌國政，遞交責難書狀的舉動是對於龍造寺家最大的敬意。並報告政家，當高房回國後，我（直茂）與勝茂將對高房進行質問，希望高房說明及申辯。然而高房並未返回佐賀，並於9月6日再度自殺死去。
之後，直茂對龍造寺一門仍表示敬意，但進一步削弱龍造寺家的影響力。勝茂秉持這樣的政策，將弟弟忠茂、長子元茂、五男直澄等支藩確立，以強化本藩統治權，並壓抑龍造寺舊臣的不滿。然而直茂本人顧及龍造寺氏與鍋島家的關係，一直沒有擔任藩主，因此、初代藩主仍為勝茂。1607年龍造寺高房過世，鍋島直茂在這個時候才正式掌權。1618年6月3日病逝，享年81。
1902年（明治35年）11月13日贈從三位。